# Kylie Minogue: Artist Collection
Kylie Minogue: Artist Collection je kompilacija avstralske pop-dance pevke Kylie Minogue, ki je izšla 20. septembra 2004 pri založbi BMG International samo v Združenem kraljestvu.
Album vključuje pesmi iz njenih dveh albumov, izdanih pri založbi Deconstruction Records, Kylie Minogue (1994) in Impossible Princess (1997), pa tudi nekaj redkih pesmi, izdanih kot B-strani.

## Seznam pesmi
| Št.             | Naslov                                      | Pisec                                          | Dolžina |
| --------------- | ------------------------------------------- | ---------------------------------------------- | ------- |
| 1.              | „Confide in Me‟ (remiks)                    | S. Anderson / D. Seaman / O. Barton            | 5:51    |
| 2.              | „Limbo‟                                     | K. Minogue / D. Ball / I. Vauk                 | 4:06    |
| 3.              | „Breathe‟ (radijska verzija)                | K. Minogue / D. Ball / I. Vauk                 | 3:39    |
| 4.              | „Automatic Love‟                            | G. Mallozzi / M. Sabiu / K. Minogue / I. Humpe | 4:46    |
| 5.              | „Dangerous Game‟ (uvertura)                 | S. Anderson / D. Seaman                        | 1:20    |
| 6.              | „Too Far‟                                   | K. Minogue                                     | 4:43    |
| 7.              | „Dangerous Game‟                            | S. Anderson / D. Seaman                        | 5:30    |
| 8.              | „Put Yourself in My Place‟                  | J. Harry                                       | 4:54    |
| 9.              | „Did It Again‟ (verzija, izdana kot singl)  | K. Minogue / S. Anderson / D. Seaman           | 4:15    |
| 10.             | „Take Me with You‟                          | S. Anderson / D. Seaman                        | 9:10    |
| 11.             | „Love Takes Over Me‟                        | K. Minogue / S. Anderson / D. Seaman           | 4:19    |
| 12.             | „Where Is the Feeling?‟ (akustična verzija) | W. Smarties / J. Hannah                        | 4:51    |
| 13.             | „Cowboy Style‟                              | K. Minogue / S. Anderson / D. Seaman           | 4:44    |
| 14.             | „Dreams‟                                    | K. Minogue / S. Anderson / D. Seamam           | 3:44    |
| Skupna dolžina: | Skupna dolžina:                             | Skupna dolžina:                                | 65:52   |